# NHK山内南郷テレビ中継局
NHK山内南郷テレビ中継局（エヌエイチケイさんないなんごうテレビちゅうけいきょく）は、秋田県横手市旧平鹿郡山内村域に置かれていたNHK秋田放送局のアナログテレビ中継局。

## 送信施設概要

### アナログテレビ放送
| チャンネル 番号 | 放送局名     | 空中線 電力          | ERP | 偏波面   | 放送対象地域 | 放送区域 内世帯数 | 運用開始日 |
| --------------- | ------------ | -------------------- | --- | -------- | ------------ | ----------------- | ---------- |
| 44              | NHK 秋田総合 | 映像500mW/ 音声125mW | -   | 水平偏波 | 秋田県       | -                 | 1976年     |
| 46              | NHK 秋田教育 | 映像500mW/ 音声125mW | -   | 水平偏波 | 全国         | -                 | 1976年     |

- 所在地： （旧）平鹿郡山内村南郷字下南郷（南郷坂）
- CATVへの全戸加入により受信者が皆無となったため[1]、2001年3月31日をもってすべて廃止された[2]。